# Aïn Taya
Pour les articles homonymes, voir Taya.
Aïn Taya ou Aïn Taïa (en arabe عين طاية), est une commune de la wilaya d'Alger en Algérie, située dans la banlieue Est d'Alger à 22 km.

## Géographie

### Toponymie
Le nom d'Aïn Taya est composé de Aïn signifiant « la source » et Taya, un mot d'origine berbère, qui désigne la seque qui domine le large de la mer[Quoi ?][réf. nécessaire].

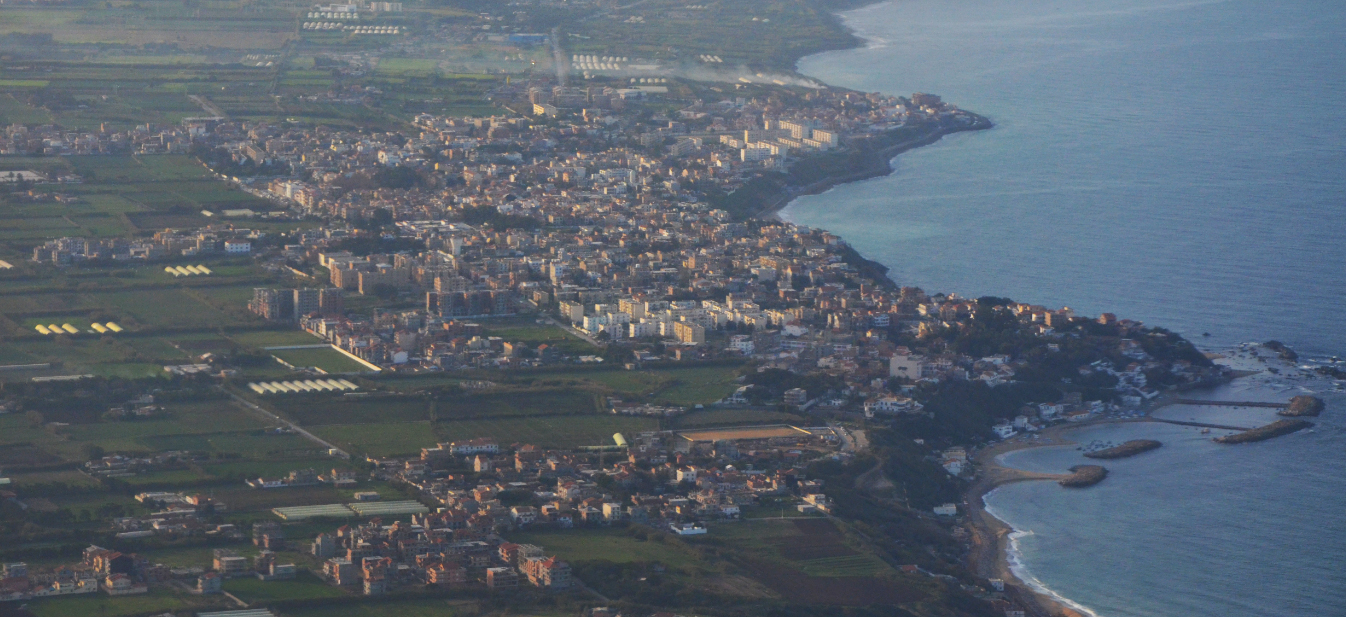
Aïn Taya

### Localisation
La commune d'Aïn Taya est située sur la bande côtière algérienne, à 27 km au nord-est d'Alger.
| El Marsa, Forêt d'El Marsa               | Mer Méditerranée | Mer Méditerranée, Lac de Réghaïa |
| Bordj El Bahri, Forêt d'Aïn Taya         | Aïn Taya         | H'raoua, Forêt de Réghaïa        |
| Bordj El Bahri, Forêt de Bordj El Kiffan | Rouïba, H'raoua  | H'raoua                          |

### Relief et hydrographie
Aïn Taya est construite en bordure d'une falaise escarpée au pied de laquelle s'étend une plage de sable fin. Adossée à la mer Méditerranée, elle fait face à d'innombrable ilots dont le rocher d'Aguelli (dit Bounettah) et le rocher de la Bordelaise. Elle a été fondée sur l'emplacement d'un marécage alimenté par différentes sources. On compte essentiellement quatre sources principales. Outre la source des oiseaux (Aïn Tir), on peut citer la source de suffren (Aïn Baydha), celle de surcouf (ain ech-chorb), ainsi que la source publique (Aïn El Baylek).

### Routes
La commune d'Aïn Taya est desservie par plusieurs routes nationales : Route nationale 24 : RN24 (Route de Béjaïa).

## Histoire

### Préhistoire et Antiquité
Ain Taya fut une importante station préhistorique: "En 1930, M. Piroutet publiait une coupe de la falaise d'Ain-Taya, proche d'Alger, où il avait, quatre ou cinq ans auparavant, récolté un abondant outillage moustérien et néolithique."
"Le gisement du Grand Rocher est néolithique et celui des Béni Messous, énéolithique. Dès ces périodes vivaient, aux environs d'Alger, des populations affines des Blancs actuels, sans doute des Berbères (H. Marchand, Loc. cit., 1931, p. 14i. — M. Piroutet, La station préhistorique d'Ain Taya, Alger, Bull. Soc. Préhist. Fr., XXVII, 1930, p. 517)."
Plusieurs colonisations ont occupé la plaine de la Mitidja, citons les Romains au début des premiers siècles, leurs ruines y sont présentes dans la région (Bordj El Bahri ancien cap Matifou et Tamentfoust) marquant ainsi une preuve matérielle de leur existence à l’époque.
Dans l'Atlas archéologique de l'Algérie, V. Gsell cite des vestiges romains dans la localité d'Ain el beida (Zerzouria) à Ain Taya: "37.- Ain Beida. Source d'où parait un canal qui se dirigeait vers la mer et était rejoint par un autre canal, venant d'Ain Gattar el Kébir, source située plus à l'Est. À Ain Gattar el Serir (autre source à l'E. de la précédente), vestige de constructions romaines. Près de là, carrières de Maherzat, exploitées par les anciens. Berbrugger, Nécessité, p. 15-16, 23 (conf. Chadron, l. c., p. 131)."

### Période coloniale française

#### Introduction
Après les destructions, la dévastation et le pillage des biens, la Mitidja, les populations des environs immédiats d’Alger, seront soumis à des massacres ignobles et impitoyables.
Voici les bilans des expéditions militaires françaises, puissantes et supérieures en effectifs et en arsenal de guerre rapportés par E. Pellisier (Capitaine d’état-major, chef du bureau des arabes à Alger) :
« Nous ne perdîmes que fort peu de monde dans la journée du 29. Cinq pièces de canon tombèrent en notre pouvoir, ainsi que quelques prisonniers. Les maisons de campagne que nous trouvâmes abandonnées, furent en général pillées et dévastées ; celles de quelques consuls européens, dont les soldats ne connurent pas les pavillons, souffrirent comme les autres. Quelques habitants trouvés cachés dans les maisons et dans les haies, furent massacrés; deux ou trois femmes furent même tuées par accident, d’autres furent violées ; mais ce sont là les tristes accompagnements de toute guerre, même de la plus juste. ».
Il rapporta aussi :
« Le lendemain de la prise d’Alger, la brigade Montlivault reçut ordre de se porter sur le Haouch-Cantara (la maison carrée) et sur la Rassauta, autre ferme bien
connue à l’est d’Alger, pour s’emparer des haras et des troupeaux du gouvernement qui s’y trouvaient. Mais le Bey de Constantine, qui avait repris, avec son contingent, la route de sa province, avait tout enlevé. Cette brigade poussa jusqu’au cap Matifou, qui ferme à l’est la rade d’Alger. Elle reconnut sur la côte plusieurs batteries armées de 120 pièces de canon, qu’elle n’avait ni les moyens ni la mission d’enlever. Quelque temps après, des canots furent envoyés pour désarmer les batteries du cap Matifou ; mais la vue de quelques Arabes armés les empêcha de le faire. Les batteries situées depuis le fort Bab-Azoun jusqu’à l’Arach, ne furent désarmées que le 22 août. Celles qui sont situées au-delà, jusqu’au cap Matifou, et le fort Matifou lui-même, restèrent armés, et le sont encore au moment où j’écris, quoique les troupes françaises ne les occupent pas ». 
Il écrit également :
« La coupable négligence des chefs de corps laissa dévaster les belles et fraîches maisons de
campagne qui entourent cette ville. Au lieu d’employer des moyens réguliers pour avoir du bois, on coupait les haies et les arbres fruitiers, on brûlait les portes, les fenêtres, et
même les poutres des maisons : le soldat détruisait aussi pour le plaisir de détruire. Les marbres, les bassins, les ornements de sculpture, tout était brisé, sans but et sans profit pour qui que ce fût ».

#### La genèse de Ain Taya
| La commune originelle de la Rassauta | Les différentes composantes     | Création des communes | Le plein exercice |
| --- | ------------------------------- | --- | --- |
| Au départ, celle-ci s'appelle Ras el Outa et le nom sera francisé en domaine de la Rassauta. Le 22 août 1851, La Rassauta devient commune de plein exercice. Par décret du 5 juin 1882, la Rassauta est divisée en deux communes, Fort-de-l’Eau et Maison-Blanche. | Fort de l'Eau (Bordj El Kiffan) | La commune est créée le 11/01/1850. | Elle devient commune de plein exercice le 02/06/1881 |
| Au départ, celle-ci s'appelle Ras el Outa et le nom sera francisé en domaine de la Rassauta. Le 22 août 1851, La Rassauta devient commune de plein exercice. Par décret du 5 juin 1882, la Rassauta est divisée en deux communes, Fort-de-l’Eau et Maison-Blanche. | Maison-Blanche (Dar El Beïda)   | La commune doit son origine à la propriété de Charles Muller, établi depuis 1840. Le centre de population créé dans les années 1850 devient commune lorsque La Rassauta est divisée en deux par décret du 5 juin 1882.                                            | Elle devient commune de plein exercice par décret du 2 juin 1882. |
| Au départ, celle-ci s'appelle Ras el Outa et le nom sera francisé en domaine de la Rassauta. Le 22 août 1851, La Rassauta devient commune de plein exercice. Par décret du 5 juin 1882, la Rassauta est divisée en deux communes, Fort-de-l’Eau et Maison-Blanche. | Maison-Carrée (El Harrach)      | En 1861, le village de Maison-Carrée, qui compte alors 216 habitants, est érigé en centre-annexe de la commune de la Rassauta Par décret impérial du 14/08/1869, le chef-lieu de la commune de la Ressauta est transféré à Maison-Carrée.                         | Elle devient commune de plein exercice le 14/08/1869. Maison-Carrée est rattachée à Alger par arrêté du 7 mars 1959 et en constitue le 10e arrondissement avec Baraki et Oued Smar.                                                        |
| Au départ, celle-ci s'appelle Ras el Outa et le nom sera francisé en domaine de la Rassauta. Le 22 août 1851, La Rassauta devient commune de plein exercice. Par décret du 5 juin 1882, la Rassauta est divisée en deux communes, Fort-de-l’Eau et Maison-Blanche. | Rouïba                          | Dès 1842, quelques concessions de 100 à 150 ha avaient été offertes ou vendues à des Européens et ce territoire fut intégré à la commune de la Rassauta en 1846. En 1852, huit fermes existaient.                                                                 | Le 22 août 1861 Rouïba devient une commune de plein exercice. En 1872 eurent lieu les dernières modifications des limites de la commune de Rouïba qui s'étendait sur 5 153 ha et avait une population de 440 européens et 1 084 musulmans. |
| Au départ, celle-ci s'appelle Ras el Outa et le nom sera francisé en domaine de la Rassauta. Le 22 août 1851, La Rassauta devient commune de plein exercice. Par décret du 5 juin 1882, la Rassauta est divisée en deux communes, Fort-de-l’Eau et Maison-Blanche. | Rouïba                          | Le 11/08/1853, sous Napoléon III, le Conseil du gouvernement étudie le projet de fondation d'un centre de population, sur la route d'Alger à Dellys, à l'embranchement du chemin d'Aïn Taya, où le Génie militaire venait de mettre en service un puits artésien. | Le 22 août 1861 Rouïba devient une commune de plein exercice. En 1872 eurent lieu les dernières modifications des limites de la commune de Rouïba qui s'étendait sur 5 153 ha et avait une population de 440 européens et 1 084 musulmans. |
| Au départ, celle-ci s'appelle Ras el Outa et le nom sera francisé en domaine de la Rassauta. Le 22 août 1851, La Rassauta devient commune de plein exercice. Par décret du 5 juin 1882, la Rassauta est divisée en deux communes, Fort-de-l’Eau et Maison-Blanche. | Rouïba                          | Le 31 octobre 1853 est publié le décret de création du centre de population nommé Rouïba, composé de 22 feux sur un territoire de 385 ha. | Le 22 août 1861 Rouïba devient une commune de plein exercice. En 1872 eurent lieu les dernières modifications des limites de la commune de Rouïba qui s'étendait sur 5 153 ha et avait une population de 440 européens et 1 084 musulmans. |
| Au départ, celle-ci s'appelle Ras el Outa et le nom sera francisé en domaine de la Rassauta. Le 22 août 1851, La Rassauta devient commune de plein exercice. Par décret du 5 juin 1882, la Rassauta est divisée en deux communes, Fort-de-l’Eau et Maison-Blanche. | Aïn Taya                        | La commune est créée le 30/09/1853 avec un centre de population de 60 feux. Jusqu'en 1870, elle est annexée à Rouïba. | Aïn Taya devient commune de plein exercice en 1870. |
| Au départ, celle-ci s'appelle Ras el Outa et le nom sera francisé en domaine de la Rassauta. Le 22 août 1851, La Rassauta devient commune de plein exercice. Par décret du 5 juin 1882, la Rassauta est divisée en deux communes, Fort-de-l’Eau et Maison-Blanche. | Cap Matifou (Bordj El Bahri)    | Le hameau annexe d'Aïn Taya de 8 feux est créé le 30/09/1853, formant une section de la commune d'Aïn Taya. | La commune de plein exercice est créée en février 1921. |
| Au départ, celle-ci s'appelle Ras el Outa et le nom sera francisé en domaine de la Rassauta. Le 22 août 1851, La Rassauta devient commune de plein exercice. Par décret du 5 juin 1882, la Rassauta est divisée en deux communes, Fort-de-l’Eau et Maison-Blanche. | Suffren (Aïn Beidha)            | Le hameau annexe d'Aïn Taya de 10 feux est créé le 30/09/1853, formant une section de la commune d'Aïn Taya . | |

Les colons français ont choisi la plus belle contrée de la Mitidja, « Haouch – Rassauta » ou se situe le territoire de l’actuelle Ain Taya pour construire leurs résidence d’été.
En 1847, la baron de Vialar invite les habitants des îles Baléares pour s’établir dans la région, et par un décret Napoléonien (du 30 septembre 1853) furent créés Ain Taya et Cap Matifou (Bordj el Bahri).
Le 22 août 1861, Ain Taya devient section de commune de Rouiba rassemblant cinq agglomérations :
Ain Taya, Cap Matifou, El Marsa, Heraoua et Alger plage.
Vers 1920 Cap Matifou fut séparée de Ain Taya et érigée en commune.

### Après l'indépendance
Après l’indépendance, et à la suite de la réorganisation territoriale des communes, la commune de Cap Matifou fut rattachée à celle de Ain Taya par le décret du 16 mai 1963.
Le 7 février 1984, Ain Taya sera intégrée à la wilaya de Boumerdès, nouvellement créée. Bordj El Bahri, El Marsa, Heraoua et Alger Plage furent séparés de Ain Taya.
Le 4 juin 1997, à la création du gouvernorat du Grand-Alger, la commune est détachée de la wilaya de Boumerdès, pour rejoindre à nouveau celle d'Alger.

## Population et société

### Démographie
| 1987   | 1998   | 2008   |
| ------ | ------ | ------ |
| 21 067 | 29 515 | 34 501 |

### Sport
Aïn Taya possède une équipe de volley-ball en deuxième division, et une équipe de football en ligue de la wilaya d'Alger. Et une équipe de Handball en cadette en première division deux fois championnes d'Algérie et une équipe de tennis avec un bon niveau national.
La discipline du football local est représentée par l'Étoile sportive Ain Taya (ESAT) dont les couleurs maillot sont le rouge et le vert.

## Économie
Aïn Taya est une commune à vocation majoritairement agricole, les terres agricoles représentent 65 % de son territoire, et accessoirement touristique.
Le tissu économique de la commune est représenté principalement par COMINOX, qui est l'unique constructeur d'équipements dédié aux industries agro-alimentaires dans le pays[réf. nécessaire].

### Tourisme
Le littoral Aïn Taya, d’une longueur de 8 km, est parsemé de nombreuses plages telles que :
- Decca plage à l'est
- Zerzouria à l'ouest
- Surcouf, Tamaris, Suffren, Dechra

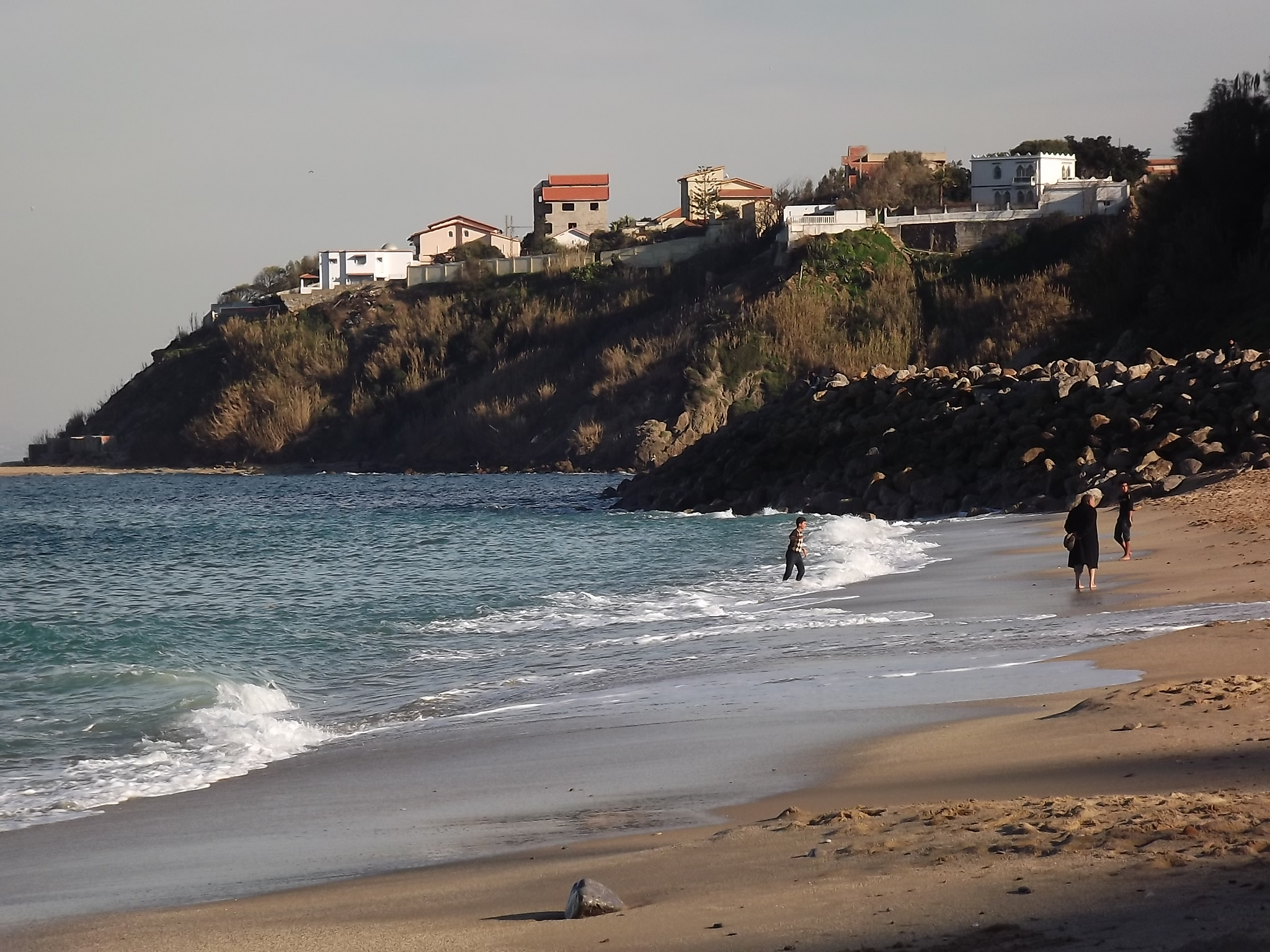
Plage d'Aïn Taya
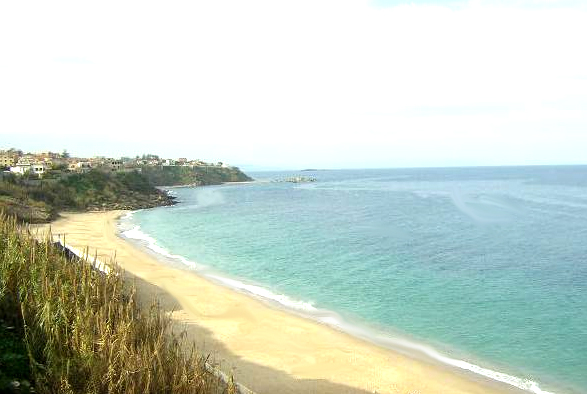
Plage de Surcouf
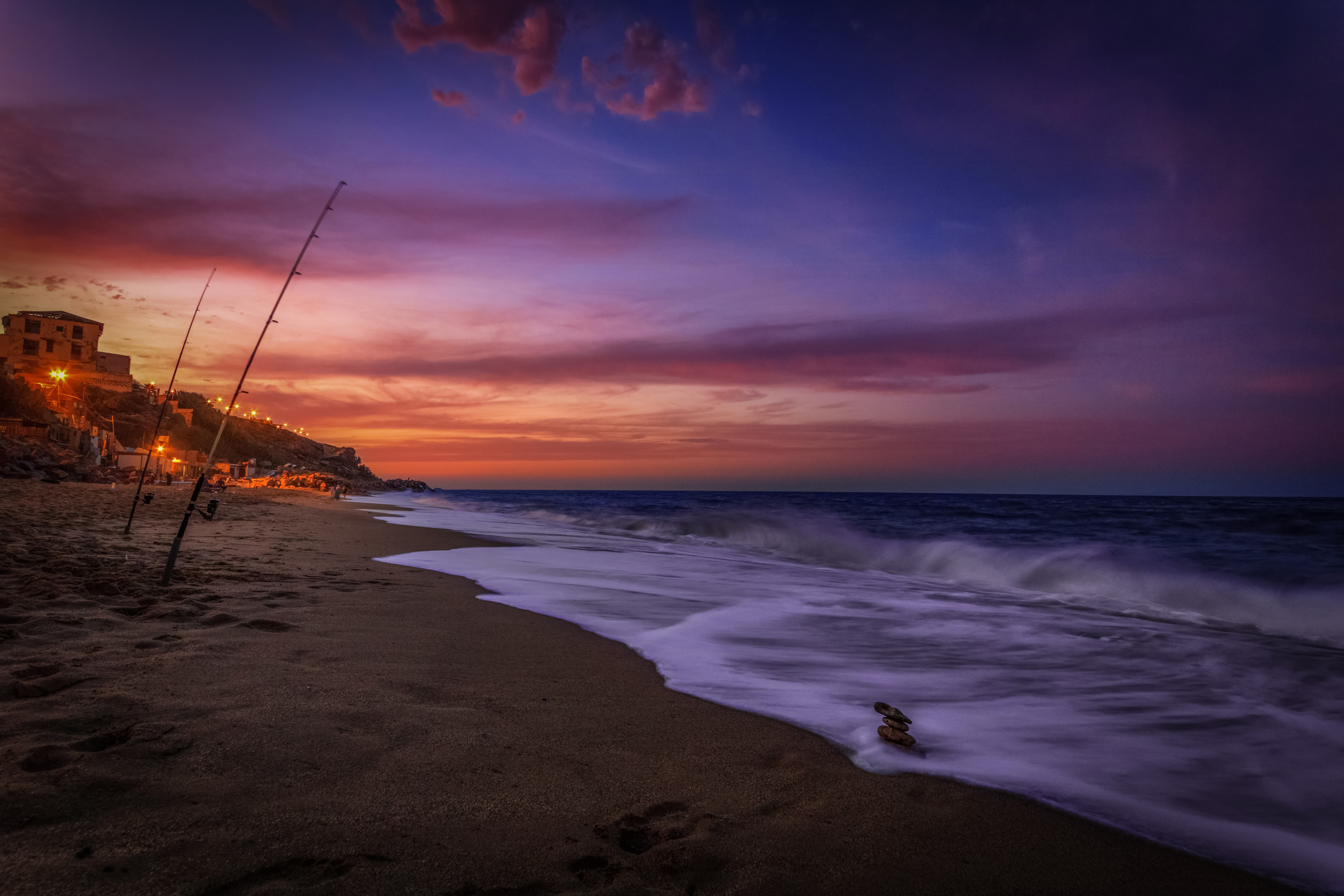
Plage d'Aïn Taya. Septembre 2017.

Outre les plages qui connaissent un afflux massif d'estivants durant l'été, la vocation  touristique de la ville s'appuie sur les équipements et aménagements suivants :
- Une (ZET) : zone d’expansion touristique ;
- Un parc « fontaine fraîche » et de la forêt de Boussekloul, qui grâce à leur localisation en milieu urbain, offrent à la population des possibilités de détente et de loisirs ;
- Des sites paysagers attrayants;
- Des hôtels et restaurants.

### La pêche
- La pêche à la ligne : loisir apprécié et pratiqué par les amateurs de pêche essentiellement au niveau des plages Surcouf, Zerzouria et Tamaris.
- La pêche à la barque : pratiquée à l’aide de petites embarcations au niveau des plages Surcouf et Tamaris.
- la conchyliculture : élevage des coquillages moules et huitres à Surcouf plage

Loisir pratiqué par certains amateurs de la commune d'Aïn Taya à l’aide de coquillages et mollusques ramassés sur les rivages de la mer pour la production d’objets d’ornement et de bijoux.

## Vie quotidienne

### Culture
Aïn Taya a connu une effervescence culturelle durant les années 1980 ; un des groupes phares de cette période est sans conteste le groupe El Bahara, mené par le chanteur Sadek Jemaoui[réf. nécessaire].

## Équipements
- Une ancienne église avait été aménagée en salle d'arts martiaux et de conférences, près du « marché couvert » datant de l'« ère coloniale» (bâtisse regroupant des stands généralement occupées par des marchands de légumes ou des bouchers). En 2000, un incendie ravagea ce bâtiment déjà en ruines
- Une salle omnisports de 2 000 places